# Nkwene
Nkwene ist ein Inkhundla (Verwaltungseinheit) im Nordosten der Region Shiselweni in Eswatini. Es ist 271 km² groß und hatte 2007 gemäß Volkszählung 7167 Einwohner.

## Geographie
Das Inkhundla liegt im Nordosten der Region Shiselweni am Fluss Mhkondvo, der mit zahlreichen Schlingen durch das Gebiet verläuft. Nach Norden grenzt das Inkhundla an die Region Manzini.
Hauptverkehrsader ist die MR 9, die im Osten des Inkhundla verläuft.

## Gliederung
Das Inkhundla gliedert sich in die Imiphakatsi (Häuptlingsbezirke) Buseleni, Hlobane, Kuphumleni und Nkwene.